# 4606 Saheki
4606 Saheki (1987 UM1) là một tiểu hành tinh vành đai chính được phát hiện ngày 27 tháng 10 năm 1987 bởi Tsutomu Seki ở Geisei.